# Cappella di Sant'Ambrogio in Canton Santo
La cappella di Sant'Ambrogio era un edificio religioso che sorgeva, fino agli anni trenta, nel quartiere del Canton Santo, a Busto Arsizio. Questo quartiere si trovava lungo la strada che conduceva dal Santuario di Santa Maria di Piazza all'attuale stazione Nord, dove oggi troviamo la via Bramante: all'epoca questa strada non esisteva, ma poco più a ovest si trovava una via, denominata via Canton Santo, che intersecava la via Sant'Ambrogio (ancora esistente). All'incrocio di queste due strade sorgeva appunto la cappella di Sant'Ambrogio, all'interno della quale si trovava un affresco raffigurante la Madonna col Bambino affiancata a sinistra dall'arcangelo Michele e a destra da Giovanni Battista, i due patroni della città (titolari, insieme alla Madonna, delle uniche tre chiese all'epoca esistenti nel borgo). Era inoltre presente un affresco raffigurante alcuni episodi della vita di Sant'Ambrogio, opera di Biagio Bellotti.
Secondo la tradizione, durante una processione con l'effigie della Madonna dell'Aiuto, in corrispondenza della cappella di sant'Ambrogio avvenne il miracolo dell'elevazione della mano a cui seguì la cessazione della peste.
Negli anni trenta, in seguito a un progetto di riordino urbanistico, l'intero quartiere del Canton Santo venne demolito, compresa la cappella di Sant'Ambrogio, e vennero realizzati nuovi edifici residenziali e l'attuale via Bramante.